# هربرت رايت (كاتب)
هربرت رايت (بالإنجليزية: Herbert Wright)‏ هو منتج أفلام وكاتب سيناريو أمريكي، ولد في 9 نوفمبر 1947 في كولومبوس في الولايات المتحدة، وتوفي في 24 أغسطس 2005 في وودلاند هيلز، كاليفورنيا في الولايات المتحدة.

## وصلات خارجية
- هربرت رايت على موقع IMDb (الإنجليزية)
- هربرت رايت على موقع ألو سيني (الفرنسية)
- هربرت رايت على موقع أول موفي (الإنجليزية)
- هربرت رايت على موقع قاعدة بيانات الفيلم (الإنجليزية)
- هربرت رايت على موقع كينوبويسك (الروسية)